# 군산 발산리 육각부도
군산 발산리 육각부도(群山 鉢山里 六角浮屠)은 대한민국 전북특별자치도 군산시 발산초등학교 내에 있는 승탑이다. 2003년 10월 31일 전라북도의 문화재자료 제185호로 지정되었다.

## 개요
이 부도는 1903년 군산에 농장을 개설한 일본인 시마타니 야소야(島谷八十八)라는 사람이 위치를 알 수 없는 절터에서 가져온 것으로 전하며, 현재 발산리오층석탑(보물 제276호) 및 석등과 함께 자리하고 있다.
육각의 지대석 위에 2단의 하대석이 있는데 하단은 안상이 새겨져 있고 상단은 복련과 함께 중대받침이 높게 각출되어 있다. 육각의 중대석에는 우주를 모각하고 있으며 앙련의 상대석 위에는 낮은 탑신받침이 있다.
육각의 탑신석은 2개소에 문비를 모각하였으며, 4면에는 희미하여 확실하지는 않지만 사천왕상이 각출된 것으로 보이며, 옥개석 아래에는 3단의 옥개받침과 함께 연자와 부연을 모각하였으며 상면은 기왓골을 선명하게 조각하였다.
오각부에 귀꽃장식이 있었으나 모두 결실되었으며 상륜부도 결실되었다. 전체높이는 175cm 내외이다.
이 부도는 전체적인 구도와 조각수법이 뛰어나며 6각이라는 형태가 특이한 부도이다. 이 부도의 본디 위치와 주인공에 대한 것을 알 수 없음에도 불구하고 이 부도는 일반적인 탑형 부도 양식을 따르면서 그 평면이 6각이라는 점에서 대단히 드문 예라 하지 않을 수 없다. 특히 우리나라 불교 조형물에서 6각이 등장하는 것이 고려시대에 들어 중국 송나라의 영향에 의한 것이라 하여 그 연대를 어림할 수가 있다. 또 전북 김제에 있는 6각 평면 구도를 가진 금산사육각다층석탑(보물 제27호)과 같은 맥락에 속하는 것으로 파악할 수 있다. 평면형의 특이함과 희소가치만이 아니라 비교적 높은 조각수법과 예술적 가치를 지니고 있다.

## 현지 안내문
발산초등학교에 자리한 육각부도는 1903년 이 자리에 농장을 개설한 일본인 시마따니 야소야라는 사람이 위치를 알 수 없는 절터에서 가져온 것으로 전한다
고려시대에 만들어진 것으로 추정되는 부도는 높이 175cm로 전체 모습은 육각의 2단 받침돌 위에 몸돌(탑신)과 지붕돌(오개석)을 올린 형태이다.
육각의 몸돌은 2개소에 문 형태를 새겼고, 4면에는 희미하여 확실하지는 않지만 사천왕상이 새겨진 것으로 보이며, 지붕돌 상단에는 기와골이 선명하게 조각되어 있다.
이 부도는 일반적인 탑형 부도양식을 따르면서 그 평면이 6각이라는 점에서 대단히 특이한 부도로써 6각의 희소성과 함께 비교적 높은 조각수법으로 예술적 가치 또한 가지고 있다.

## 같이 보기
- 발산초등학교

## 참고 자료
- 발산리육각부도 - 국가유산청 국가유산포털